# Chapitre conventuel hospitalier
Le chapitre conventuel ou chapitre général est la réunion des principaux dignitaires de l'ordre de Saint-Jean de Jérusalem au couvent, siège de l'Ordre, pour traiter des affaires de l'Ordre.
Les chapitres généraux sont cités dès 1206 dans les statuts de l'Ordre, dit statut de Margat. Ils sont composés du grand maître, les baillis conventuels et les prieurs. Ils devaient normalement se réunir au moins tous les cinq ans, mais se réunissaient, en fait, dès que besoin, entre autres pour élire un nouveau grand maître.
Le chapitre général examinait les comptes de l'Ordre et des prieurés, fixaient le niveau des responsions, élisait ou confirmait les dignitaires de l'Ordre, recevait les plaintes, arbitrait les litiges, édictait les règles et modifiait ou complétait, si besoin, les statuts.
Avec la création des langues, les membres du chapitre élisaient parmi leurs membres, les « capitulaires » (deux membres de chaque langue) qui formaient le « définitoire » et qui, en dehors de la présence du grand maître, avait tout pouvoir décisionnel.

## Sources
- Nicole Bériou (dir. et rédacteur), Philippe Josserand (dir.) et al. (préf. Anthony Luttrel & Alain Demurger), Prier et combattre : Dictionnaire européen des ordres militaires au Moyen Âge, Fayard, 2009, 1029 p. (ISBN 978-2-2136-2720-5, présentation en ligne), p. 210